# آندره-جوزف آلار
آندره-جوزف آلار (انگلیسی: André-Joseph Allar؛ ۲۲ اوت ۱۸۴۵ – ۱۱ آوریل ۱۹۲۶ (۸۰ ساله)) مجسمه‌ساز اهل فرانسه بود.

## افتخارات
وی همچنین برندهٔ جوایزی همچون لژیون دونور (افسر) و جایزه بزرگ رم شده‌است.